# كوري بنيامين
كوري بنيامين (بالإنجليزية: Corey Benjamin)‏ مواليد 24 فبراير 1978 في كومبتون، هو لاعب كرة سلة أمريكي سابق. بدأ مسيرته الاحترافية في سنة 1998. تم اختياره من قبل فريق شيكاغو بولز خلال الدرافت. حمل الرقم 25. يبلغ طوله 6 قدم 6 بوصة (2.0 م). اعتزل اللعب في 2008.

## المسيرة الاحترافية
لعب مع شيكاغو بولز من سنة 1998 إلى 2001، ثم لعب مع سوتور باسكت مونتيجرانارو في موسم 2001–2002، ثم لعب مع أتلانتا هوكس في سنة 2003، ثم لعب مع إلان شالون في الدوري الفرنسي في موسم 2003–2004، ثم لعب مع سنجان فلاينج تايجرز في الدوري الصيني في موسم 2004–2005، ثم لعب مع بنفيكا لكرة السلة في موسم 2006–2007.

## روابط خارجية
- كوري بنيامين على موقع إن بي أي (الإنجليزية)
- كوري بنيامين على موقع سبورتس رفرنس (الإنجليزية)
- كوري بنيامين على موقع كرة السلة الأوروبية.كوم (الإنجليزية)
- كوري بنيامين على موقع كلية كرة السلة في سبورتس رفرنس.كوم (الإنجليزية)
- كوري بنيامين على موقع ريلجم (الإنجليزية)
- كوري بنيامين على موقع بروبوليرز (الإنجليزية)
- كوري بنيامين على موقع سبورتس رفرنس (الإنجليزية)
- كوري بنيامين على موقع سبورتس رفرنس (الإنجليزية)